# Pucheř
Pucheř (německy Pucher) je malá vesnice, část obce Kluky v okrese Kutná Hora. Nachází se jeden kilometr severozápadně od Kluk. Prochází tudy silnice II/337.
Pucheř je také název katastrálního území o rozloze 2,06 km².

## Historie
První písemná zmínka o vesnici pochází z roku 1410.

## Pamětihodnosti
- Kaple se zvoničkou při čp. 13
- Hospoda čp. 5

## Další fotografie

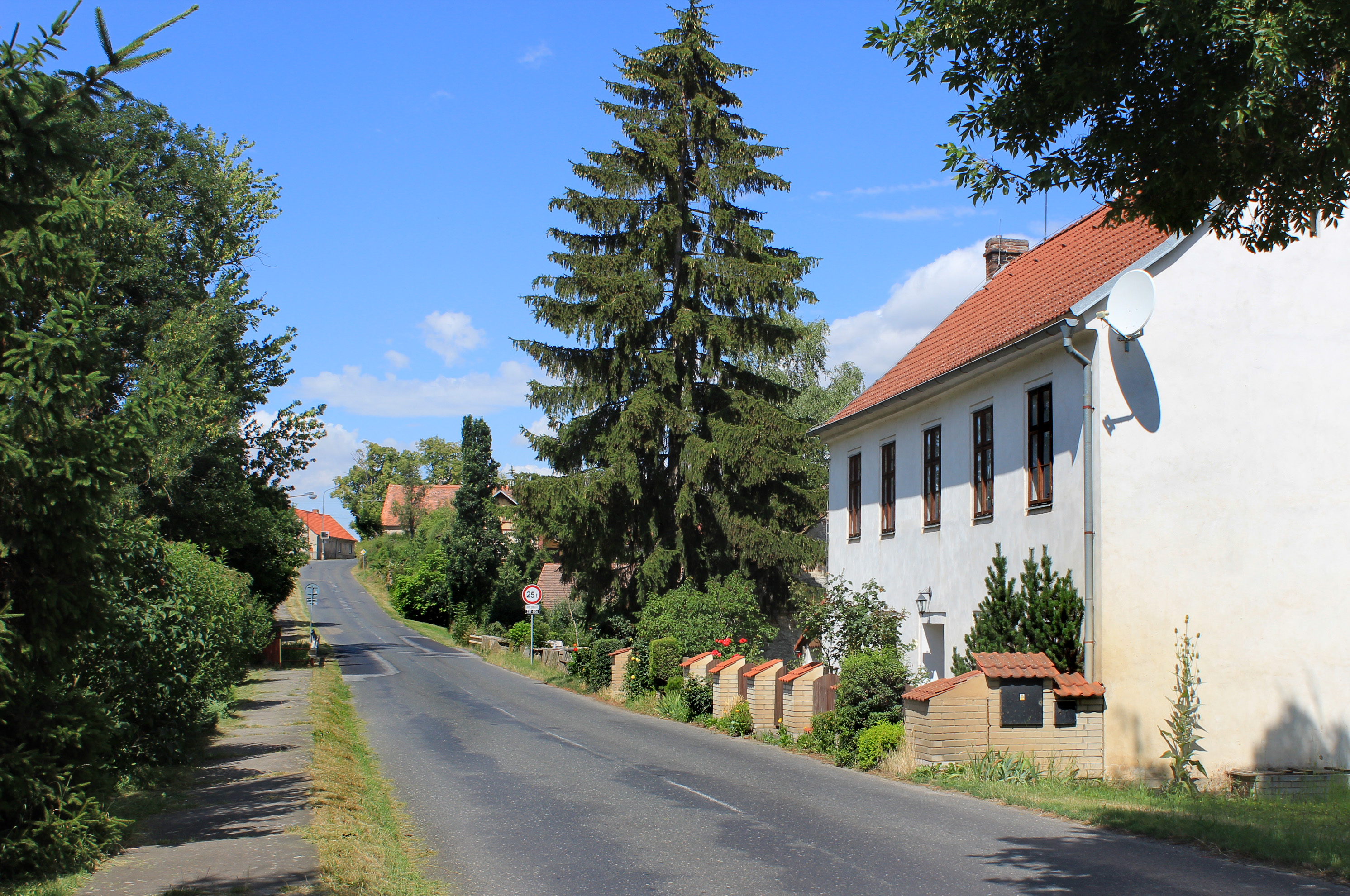
Silnice II/337
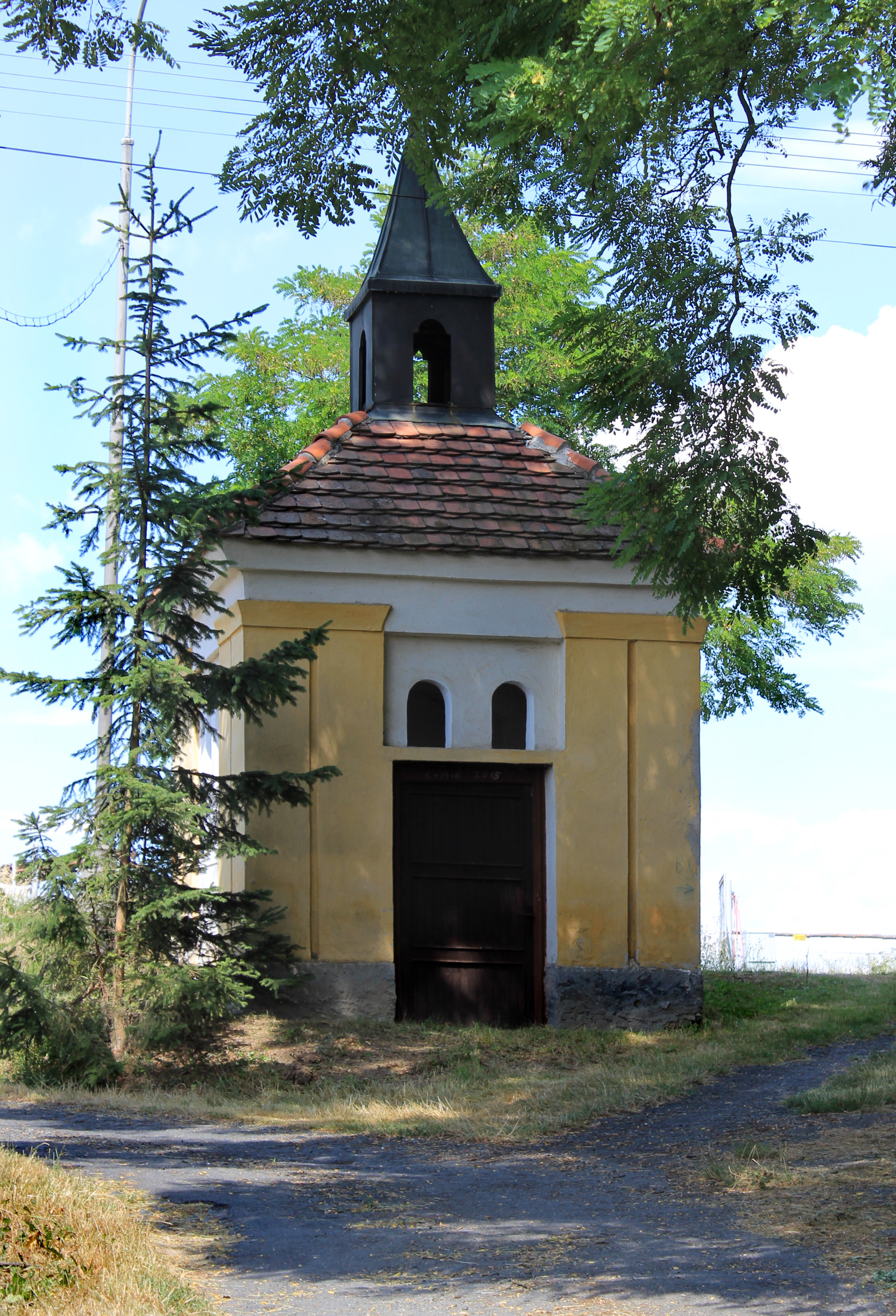
Památkově chráněná kaple
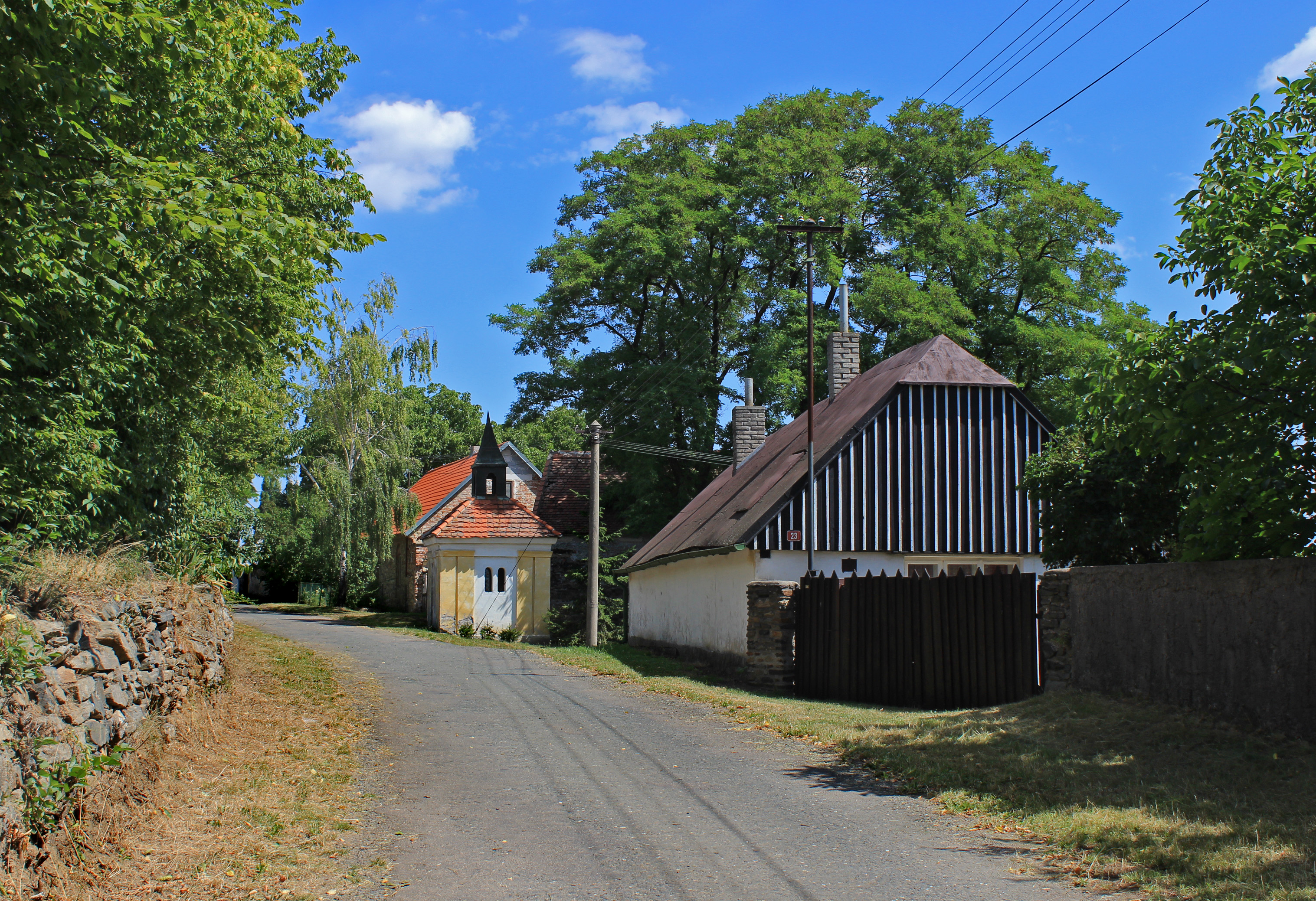
Roubenka u kaple
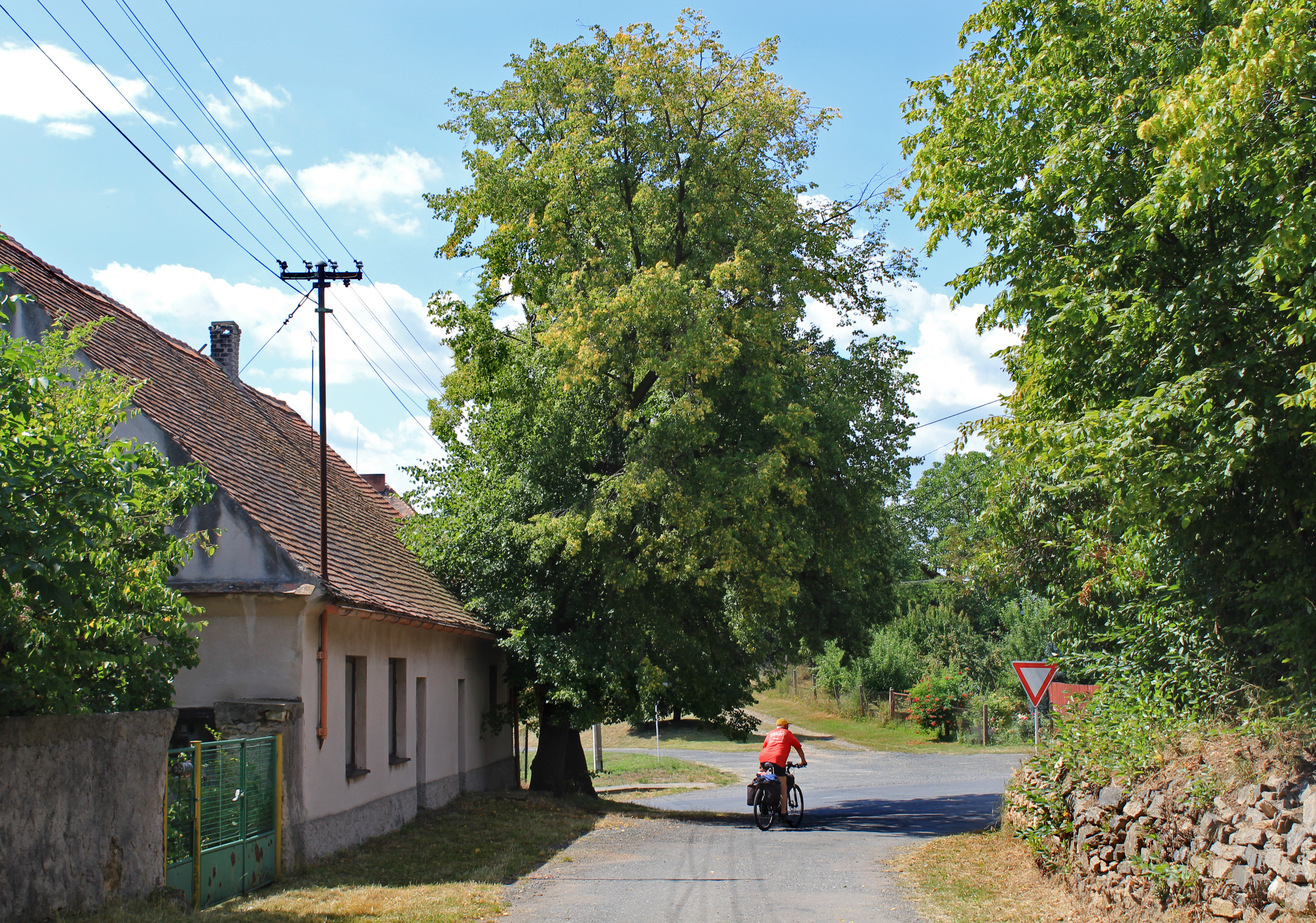
Silnice k návsi